# العلاقات الكاميرونية الكويتية
العلاقات الكاميرونية الكويتية هي العلاقات الثنائية التي تجمع بين الكاميرون والكويت.

## مقارنة بين البلدين
هذه مقارنة عامة ومرجعية للدولتين:
| وجه المقارنة                                              | الكاميرون                      | الكويت        |
| --------------------------------------------------------- | ------------------------------ | ------------- |
| المساحة (كم2)                                             | 475.44 ألف                     | 17.82 ألف     |
| عدد السكان (نسمة)                                         | 24.05 مليون                    | 4.14 مليون    |
| الكثافة السكانية (ن./كم²)                                 | 50.58                          | 232.32        |
| العاصمة                                                   | ياوندي                         | مدينة الكويت  |
| اللغة الرسمية                                             | لغة فرنسية، لغة إنجليزية       | اللغة العربية |
| العملة                                                    | فرنك وسط أفريقي                | دينار كويتي   |
| الناتج المحلي الإجمالي (بليون دولار)                      | 34.80 مليار                    | 120.13 مليار  |
| الناتج المحلي الإجمالي (تعادل القوة الشرائية) بليون دولار | 72.72 مليار                    | 290.53 مليار  |
| الناتج المحلي الإجمالي الاسمي للفرد دولار أمريكي          | 1.22 ألف                       | 29.30 ألف     |
| الناتج المحلي الإجمالي للفرد دولار أمريكي                 | 2.97 ألف                       | 73.25 ألف     |
| مؤشر التنمية البشرية                                      | 0.512                          | 0.816         |
| رمز المكالمات الدولي                                      | +237                           | +965          |
| رمز الإنترنت                                              | .cm                            | .kw           |
| المنطقة الزمنية                                           | توقيت غرب أفريقيا، ت ع م+01:00 | ت ع م+03:00   |

## منظمات دولية مشتركة
يشترك البلدان في عضوية مجموعة من المنظمات الدولية، منها:
| علم المنظمة | اسم المنظمة                               | تاريخ انضمام الكاميرون | تاريخ انضمام الكويت |
| ----------- | ----------------------------------------- | ---------------------- | ------------------- |
|             | منظمة التعاون الإسلامي                    | ?                      | ?                   |
|             | المنظمة الهيدروغرافية الدولية             | ?                      | ?                   |
|             | الاتحاد البريدي العالمي                   | ?                      | ?                   |
|             | يونسكو                                    | 11 نوفمبر 1960         | 18 نوفمبر 1960      |
|             | البنك الدولي للإنشاء والتعمير             | 10 يوليو 1963          | 13 سبتمبر 1962      |
|             | منظمة التجارة العالمية                    | ?                      | ?                   |
|             | وكالة ضمان الاستثمار متعدد الأطراف        | 7 أكتوبر 1988          | 12 أبريل 1988       |
|             | البنك الإفريقي للتنمية                    | ?                      | ?                   |
|             | الاتحاد الدولي للاتصالات                  | 22 ديسمبر 1960         | 14 أغسطس 1959       |
|             | منظمة الشرطة الجنائية الدولية             | ?                      | ?                   |
|             | مؤسسة التمويل الدولية                     | 1 أكتوبر 1974          | 13 سبتمبر 1962      |
|             | الأمم المتحدة                             | 20 سبتمبر 1960         | 14 مايو 1963        |
|             | مؤسسة التنمية الدولية                     | 10 أبريل 1964          | 13 سبتمبر 1962      |
|             | منظمة حظر الأسلحة الكيميائية              | ?                      | ?                   |
|             | المركز الدولي لتسوية المنازعات الاستشارية | 2 فبراير 1967          | 4 مارس 1979         |

## وصلات خارجية
- موقع وزارة الخارجية الكاميرونية
- موقع وزارة الخارجية الكويتية